# خانواده زیمنس
خانواده زیمنس (انگلیسی: Siemens family)
خانواده تاجر آلمانی است، که مالک اکثریت سهام شرکت زیمنس می‌باشد. پیشینه این خانواده به شخصی بنام؛ هنینگ سایمونس بازمی‌گردد، که در دهه ۱۳۰۰ میلادی به کشاورزی در گسلار، نیدرزاکسن، آلمان اشتغال داشت. از اعضای شناخته‌شده خانواده زیمنس می‌توان به ورنر فون زیمنس، (مؤسس شرکت زیمنس) کارل ویلهلم زیمنس و کارل هاینریش فون زیمنس اشاره کرد. خانواده زیمنس هم‌اکنون (۲۰۱۹) با دارایی خالص ۸ میلیارد دلار، پنجمین خانواده ثروتمند در آلمان محسوب می‌شود.